# Tratado de Comércio e Navegação
O Tratado de Comércio e Navegação foi um acordo internacional assinado entre Portugal e a Grã Bretanha em 19 de fevereiro de 1810, com a finalidade de "conservar e estreitar" as relações de aliança entre as duas monarquias. O Tratado era ilimitado: sua duração e as suas obrigações e condições eram perpétuas e imutáveis. Havia, entretanto, a possibilidade de revisão após quinze anos. Essa ressalva, excluía alterações por motivo de mudança de sede da monarquia para Portugal.
Em 1810, D.João VI assinou vários tratados com a Inglaterra, que ficaram conhecidos como Tratados de 1810 e incluem o de Aliança e Amizade e o de Comércio e Navegação. Este foi de maior interesse pois concedia essencialmente a permissão de entrada de mercadorias inglesas pagando apenas o direito de 15% ad valorem.  As decisões dos decretos de 28 de janeiro e de 11 de junho de 1808 foram revogadas pelo Tratado de 1810, que estabelecia a taxa de 15% para os comerciantes lusos, sobre as mercadorias inglesas; mantinha os 16% sobre as mercadorias portuguesas; e 24% sobre as mercadorias de outras origens. Os ingleses dominaram o mercado brasileiro. Os direitos preferenciais dados pelo Tratado, no Brasil, eram estendidos para portos portugueses na Europa, Ásia e África.

## Bases
Pensado pelos ingleses, desde 1808, entre outras razões, pela abertura do mercado e pela independência de Portugal relativamente à Inglaterra, os Tratados de 1810 – de Comércio e Navegação e o de Aliança e Amizade, fundados sobre "bases de reciprocidade e mútua conveniência" – foram ratificados por Portugal, em 26 de fevereiro, e pela Inglaterra, em 18 de junho. Os acordos comerciais resultam extremamente favoráveis à Inglaterra. A negociação teve início com a carta de plenos poderes concedida por D. João VI ao ministro Rodrigo de Sousa Coutinho. Do lado inglês, o negociador foi o Lorde Strangford que, desde 1807, propunha que se aproveitasse a crise portuguesa para estabelecer um comércio direto anglo-brasileiro.
O acordo estabeleceu as regras para o comércio entre o Brasil e a Inglaterra. Algumas já constavam do tratado de 1654, como as referentes à de liberdade de religião e de culto, ao Juiz Conservador, e às "imunidades dos comerciantes ingleses".
A manutenção do Juiz Conservador da Nação Inglesa, garantia a proteção da pessoa e do comércio inglês. A ele caberia julgar e decidir, com superioridade da Justiça inglesa sobre a portuguesa, "todas as causas que fossem levadas perante ele pelos vassalos britânicos".
A posição de preeminência adquirida pela Inglaterra em relação a Portugal, acentuada após a invasão napoleônica, dirigiu a assinatura dos tratados de 1810 entre as duas monarquias: um, de "Amizade e Aliança"; outro, de "Comércio e Navegação". Este último determinou condições as mais favoráveis ao comércio inglês, beneficiando produtos da nascente Revolução Industrial, cuja entrada de mercadorias, produtos e artigos de toda espécie em todos os portos e domínios de Portugal, deixava nas mãos dos ingleses o grosso do comércio de transporte marítimo do Brasil. O artigo 21, do Tratado de Comércio e Navegação, facultava ao governo português proibir a importação, nos seus domínios, de gêneros das Índias Orientais e Ocidentais Britânicas. Essa faculdade reconhecida a Portugal e baseada no "princípio de polícia colonial", impedia a admissão de artigos produzidos no Brasil, nos domínios britânicos, e manteve o desenvolvimento do comércio entre o Brasil (especialmente o Rio de Janeiro) e a Ásia (Goa e Macau).[carece de fontes?]
Alguns produtos brasileiros, como o café e o açúcar, eram proibidos de entrar nos portos ingleses. O artigo 20 desse Tratado passou a permitir a entrada desses produtos brasileiros e de outros similares aos das colônias britânicas, nos portos ingleses, apenas para reexportação. Essa cláusula favoreceu aos comerciantes britânicos estabelecidos no Brasil, cujos produtos constituíam seu principal retorno comercial. Aos britânicos e aos portugueses foi dado o direito de usar a Ilha de Santa Catarina como porto livre para o comércio com os "Estados adjacentes aos domínios portugueses". Nesse ponto, expresso no artigo 22 do Tratado, os ingleses estavam interessados na região do Rio da Prata.

## Tarifas alfandegárias
O mesmo artigo (15), que concedia os direitos de 15%, regulava a forma de cobrança: as mercadorias eram avaliadas por negociantes britânicos e portugueses, em igual número, aprovados pelas duas monarquias. A assistência alfandegária era prestada pelo Cônsul Geral inglês e pelo Superintendente da Administração do governo português. As tarifas eram informadas em tabelas existentes nas alfândegas e podiam ser revistas a pedido de comerciantes ingleses e portugueses. O artigo 16 do Decreto estabelecia que, na ausência da tabela, o imposto seria cobrado com base nas "faturas juradas" e no preço praticado no local de destino das mercadorias. Esse artifício foi uma tentativa de evitar fraudes e cobranças arbitrárias reclamadas pelos negociantes ingleses no Rio de Janeiro. O artigo 17 responsabilizava o governo português por danos e por avarias em qualquer mercadoria sob a sua guarda. Era, ainda, assegurado aos ingleses, o privilégio português de parcelar os impostos alfandegários em até nove meses.
O artigo 5 trata da regulação de direitos e gozos aduaneiros e estabelece valores iguais para as embarcações portuguesas e inglesas, cobrados a partir de listas elaboradas pelas partes e exibidas em cada porto. O mesmo artigo define como sendo embarcações portuguesas aqueles navios construídos nos domínios de Portugal, excluindo do comércio e dos direitos acordados os navios adquiridos de outras nações.

## Críticas
O acordo foi criticado pelo favorecimento excessivo à Inglaterra, já que a tarifa cobrada dos ingleses era menor do que de Portugal. Aliás, "seu texto fora tão atropoeladamente traduzido do idioma inglês que a palavra policy, por exemplo, passou a significar, em português, polícia em lugar de política.
Além do problema desse grande favorecimento, a invasão de produtos ingleses que se seguiu serviu para prejudicar as incipientes indústrias e manufaturas locais, empobrecendo o interior e enriquecendo os portos. O mesmo processo, aliás, ocorreu em toda a América Latina:
Os grandes portos da América Latina, escalas de trânsito das riquezas extraídas do solo e do subsolo com destino aos distantes centros de domínio, consolidavam-se como instrumentos de conquista e dominação contra os países a que pertenciam, e eram os vertedores por onde se dilapidava a renda nacional. Os portos e as capitais queriam se parecer com Paris ou Londres, mas à retaguarda havia o deserto.— Galeano, Eduardo (29 de setembro de 2010). As veias abertas da América Latina. [S.l.]: L&PM Editores. p. 233
O privilégio aduaneiro concedido à Inglaterra e a uniformização posterior da tarifa ao nível de 15% ad valorem criaram sérias dificuldades financeiras ao governo brasileiro. Vale lembrar que o imposto de importação é o instrumento com que os governos dos países de economia primária exportadora arrecadam suas receitas. A única alternativa era taxar as Exportações. Na prática, isso significa que um país escravagista teria que cortar os lucros da classe de senhores da grande agricultura. Assim, a classe governante brasileira debateu-se entre a impossibilidade de aumentar o imposto de importação e necessidade de tributar seus próprios lucros. Desta forma, foi introduzido um imposto de 8% ad valorem às exportações, na etapa de maiores dificuldades fiscais.